# Сливнишка битка
Битката при Сливница е голямо сражение по време на Сръбско-българска война, водено в района на град Сливница и село Алдомировци, височините Три уши и Мека црев, в периода 5 ноември 1885 – 7 ноември 1885 година (17 – 19 ноември нов стил), в което българите се отбраняват от настъпващата сръбска армия.
Това е преломната битка във войната. След поражението сърбите започват да отстъпват към границата и навътре в Сърбия, а българите започват да ги преследват.

## Разположение на силите
Фронтовата линия при Сливница е разделена на 3 части, а съотношението в началото е 12 хиляди българи срещу 25 хиляди сърби.

## Ход на военните действия
5 ноември
Сутринта на 5 ноември започва решителното Сливнишко сражение. Към 9 часа сутринта сърбите напредват, но батареята на капитан Георги Силяновски ги отблъсва бързо и без да даде жертви. Българите започват контраатака при село Мало Малово, както е наредил княз Александър I Батенберг, и скоро сръбските части са принудени да отстъпят. Сражението се води предимно на този фланг, като сърбите извършват постоянни нападения, но без успех.
В битката българската артилерия помага много на пехотната войска, чрез усилен огън, но въпреки това десният български фланг се изтегля до укрепените позиции поради липса на боеприпаси.
6 ноември
Докато битката при Сливница е в разгара си, сръбската Моравска дивизия превзема Брезник и се насочва към левия фланг на българските позиции в Сливница. Шумадийската дивизия се съединява с Дунавската и Дринската при сливнишките позиции.
На левия фланг положението не е толкова добро за българите. Шумадийската и Моравската дивизия настъпват от юг и югозапад. Срещу тила на моравците, чийто щаб се намира в Брезник и които настъпват към Гургулят, са изпратени 1950 души под командването на капитан Стефан Кисов (виж Бой при Брезник). Въпреки че в крайна сметка е разбит, българският отряд забавя цялата Моравска дивизия в придвижването ѝ към Сливница, където се решава изхода на войната, и заставя сърбите да отделят два батальона за прикритие от юг.
7 ноември
На 7 ноември, след нови попълнения и в двете страни, сърбите достигат 40 хиляди, а българите 32 хиляди.
В ранната сутрин на 7 ноември капитан Христо Попов и воденият от него отряд се насочват към село Гургулят, където срещат 3 сръбски батальона, една батарея и един ескадрон и ги разгромяват в Битката при Гургулят.
По това време сръбските войски на северния фланг се съвземат и си връщат част от изгубените терени. Българите контраатакуват. Капитан Марин Маринов – командващ Бдинския полк, нарежда щикова атака – „На нож“, като сам повежда бойците си и загива в боя. По-късно Бдинският полк е подкрепен от плевенските дружини и една батарея. Развихря се ожесточена борба за надмощие, но сърбите не успяват да издържат и обръщат в бяг, оттук нататък ходът на сражението е решен. По обяд на 7 ноември българите минават в настъпление.
Отрядът на капитан Коста Паница разбива сръбските войски при Ропот и Комщица и навлиза в Сърбия, като с това приключва битката при Сливница.

## Последици
Това е преломната битка във войната. След поражението сърбите започват да отстъпват към границата и навътре в Сърбия, а българите започват да ги преследват. На 8 ноември е освободен Брезник, на 10 ноември Драгоман. На 11 ноември княз Александър и щабът на Западния корпус са в Цариброд, а на 14 ноември българите пресичат границата и навлизат в Сърбия.
Българската победа е неочаквана и високо оценена в европейския печат. След нея Великите сили развиват усилена дипломатическа дейност за прекратяване на конфликта.

## Памет
- Паметник на загиналите 196 воини – паметна плоча в Сливница
- Паметник на загиналите 196 воини – Сливница
- Новият паметник – Сръбско-българската война на път Е80 Сливница, автор Петко Москов
- Паметник на капитаните, Военно поделение – Сливница
- Паметник на капитаните (2006)
- Паметник на загиналите в Сръбско-българската война от 1885, Сливница